# Фармстандарт
ПАТ «Фармстандарт» — російська фармацевтична компанія. Повне найменування - Товариство з обмеженою відповідальністю «Фармстандарт». Головний офіс знаходиться в бізнес-центрі "Північна вежа" ММДЦ "Москва-Сіті". Вважається найвпливовішою фармацевтичною компанією Росії.

## Виробничі потужності
Сукупні виробничі потужності дозволяють випускати компанії більш 1,7 млрд упаковок в рік. Виробничі потужності групи компаній «Фармстандарт» забезпечують 9 заводів по виробництву лікарських засобів:
- Росія: Курськ, ВАТ «Фармстандарт-Лексредства»
- Росія: Уфа, ВАТ «Фармстандарт-УфаВІТА»
- Росія: Томськ, ВАТ «Фармстандарт-Томскхімфарм»
- Росія: Московська область, ВАТ «Біомед» ім. І. І. Мечникова
- Росія: Москва, ТОВ «ФАРМАПАРК»
- Росія: Володимирська область, ЗАТ «Лекко»
- Росія: Тюмень, ВАТ «КЗМО»
- Україна: Харків, ПАТ «Фармстандарт-Біолік»
- Сінгапур: Bever pharmaceutical PTE Ltd